# Больтьере
Больтьере (итал. Boltiere) — коммуна в Италии, находится в регионе Ломбардия, подчиняется административному центру Бергамо.
Население составляет 5951 человек, плотность населения составляет 1046 чел./км². Занимает площадь 4 км². Почтовый индекс — 24040. Телефонный код — 035.
Покровительницей коммуны почитается святая Аурелия. Праздник ежегодно празднуется 25 сентября.